# Баа
Атолл Баа (мальд. މާޅޮސްމަޑުލު ދެކުނުބުރި) — административная единица Мальдивских островов и один из 19 атоллов Мальдив. До недавнего времени единственным курортом на атолле был Soneva Fushi, но недавно четыре острова Fonimagoodhoo, Kihaadhuffaru, Horubadhoo и Dhunikolhu были переданы для строительства отелей.

## География
Атолл расположен в 95–125 км от международного аэропорта Хулуле и столицы Мале. Общая протяжённость атолла 42 км в длину и 32 км в ширину. В атолл входят 75 остров, где 5 временно обитаемые, 13 обитаемые (Дхаравандху, Дхонфану, Эйдхафуши, Фехендху, Фулхадху, Гойду, Хитаадху, Камаду, Кенду, Кихаадху, Кударикилу, Маалхос, Тулхаадху).  
Остальные 57 островов необитаемы, в дополнение к восьми островам, которые развиваются как курорты. 

## Особенности дайвинга
Атолл Баа имеет достаточно протяжённую внешнюю рифовую стену, особенность которой состоит в том, что её западная сторона выходит в открытое море. Баа крайне хорош для рекреационного дайвинга в силу того, что там почти круглогодично кормятся скаты манта (Manta birostris). Стаи скатов могут насчитывать в себе 30 особей и более.